# Sancourt (Somme)
Pour les articles homonymes, voir Sancourt.
Sancourt est une commune française située dans le département de la Somme, en région Hauts-de-France.

## Géographie

### Localisation

#### Communes limitrophes
| Matigny | Douilly   |                          |
| Offoy   | Sancourt  | Villers-Saint-Christophe |
|         | Eppeville | Ham                      |

### Hydrographie

#### Réseau hydrographique
La commune est située dans le bassin Artois-Picardie. Elle est drainée par la Germaine et la rivière la Germaine,.
La Somme est un fleuve du nord de la France, en région Hauts-de-France, qui traverse les deux départements de l'Aisne et de la Somme. Il prend sa source dans la commune de Fonsomme et se jette  dans la Manche par la baie de Somme entre Le Crotoy et Saint-Valery-sur-Somme. Les caractéristiques hydrologiques de la Somme sont données par la station hydrologique située sur la commune. Le débit moyen mensuel est de 1,94 m3/s. Le débit moyen journalier maximum est de 5,35 m3/s, atteint lors de la crue du 8 avril 2024. Le débit instantané maximal est quant à lui de 7,04 m3/s, atteint le 5 décembre 2011.

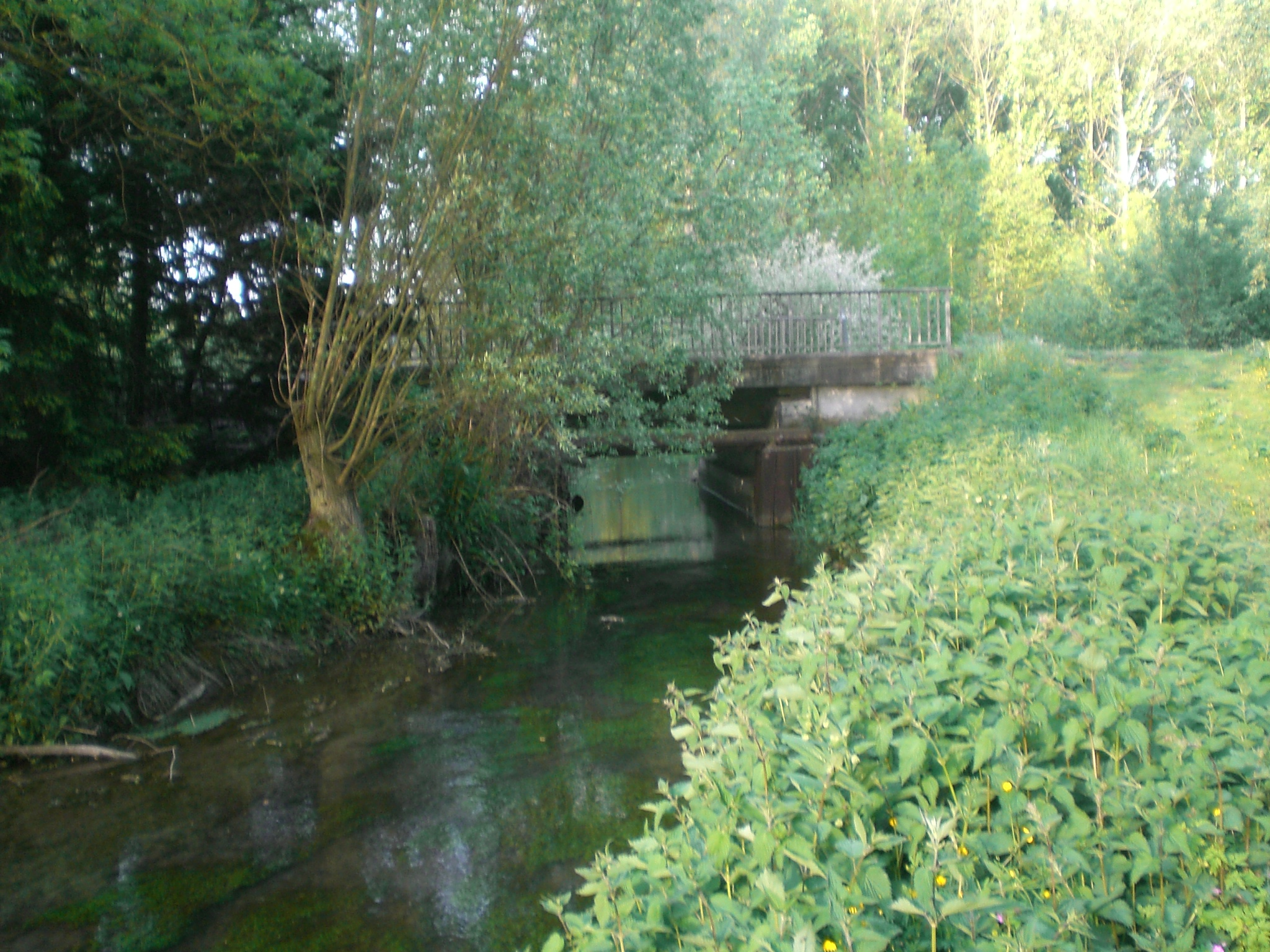
La Germaine à Sancourt.
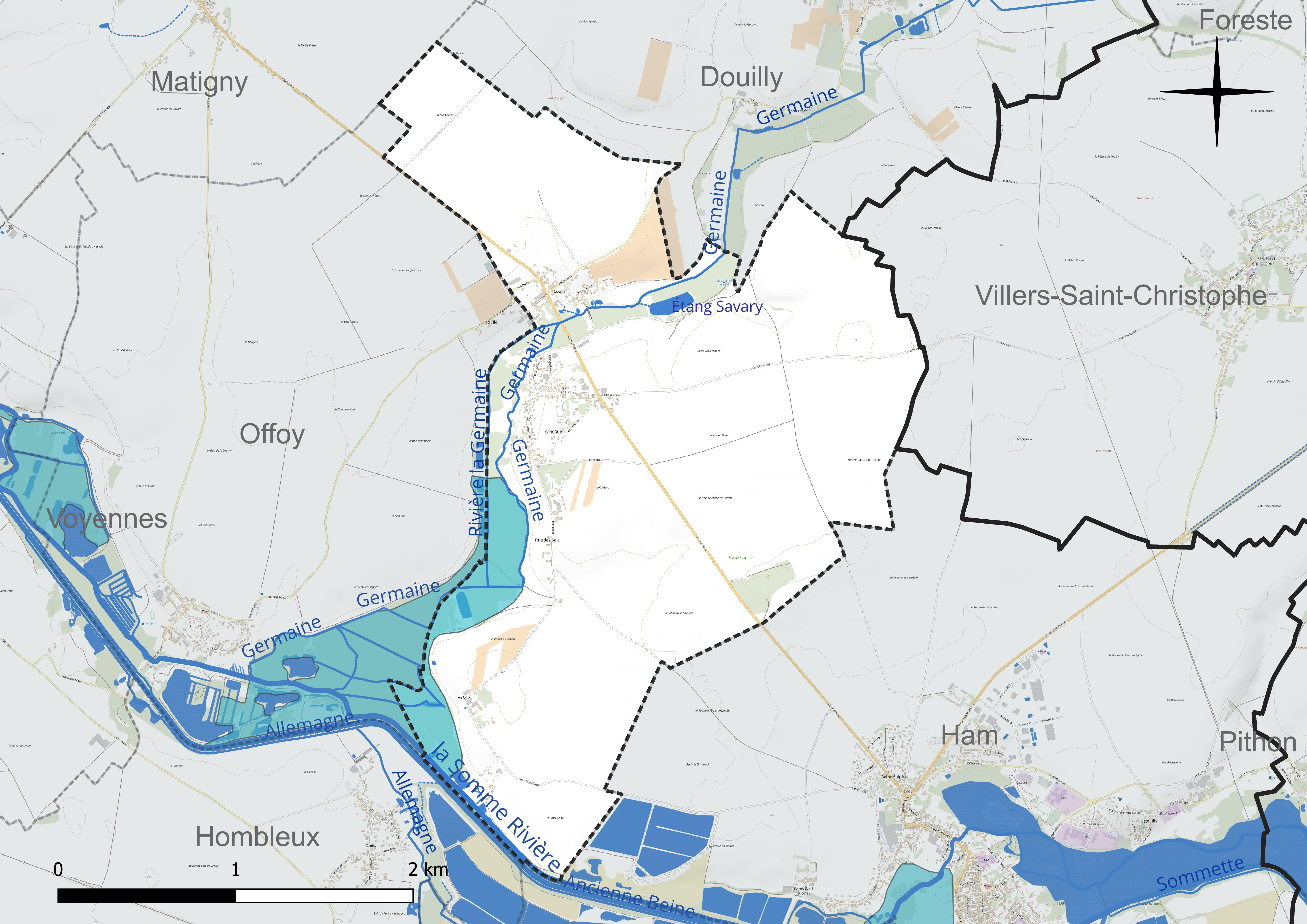
Réseau hydrographique de Sancourt.

Un plan d'eau complète le réseau hydrographique : l'étang Savary (1,9 ha),.

#### Gestion et qualité des eaux
Le territoire communal est couvert par le schéma d'aménagement et de gestion des eaux (SAGE) « Haute Somme ». Ce document de planification concerne un territoire de 1 798 km2 de superficie, délimité par le bassin versant de la Haute Somme est constitué d'un réseau hydrographique complexe de cours d'eau, de marais, d'étangs et de canaux. Le périmètre a été arrêté le 21 avril 2006 et le SAGE proprement dit a été approuvé le 15 juin 2017. La structure porteuse de l'élaboration et de la mise en œuvre est le syndicat mixte d'aménagement hydraulique du bassin versant de la Somme (AMEVA).
La qualité des cours d'eau peut être consultée sur un site dédié géré par les agences de l'eau et l'Agence française pour la biodiversité.

### Climat
Pour des articles plus généraux, voir Climat des Hauts-de-France et Climat de la Somme.
En 2010, le climat de la commune est de type climat océanique dégradé des plaines du Centre et du Nord, selon une étude du CNRS s'appuyant sur une série de données couvrant la période 1971-2000. En 2020, Météo-France publie une typologie des climats de la France métropolitaine dans laquelle la commune est exposée à un climat océanique et est dans la région climatique Nord-est du bassin Parisien, caractérisée par un ensoleillement médiocre, une pluviométrie moyenne régulièrement répartie au cours de l'année et un hiver froid (3 °C).
Pour la période 1971-2000, la température annuelle moyenne est de 10,4 °C, avec une amplitude thermique annuelle de 15,1 °C. Le cumul annuel moyen de précipitations est de 698 mm, avec 11 jours de précipitations en janvier et 9,2 jours en juillet. Pour la période 1991-2020, la température moyenne annuelle observée sur la station météorologique la plus proche, située sur la commune d'Estrées-Mons à 12 km à vol d'oiseau, est de 11,0 °C et le cumul annuel moyen de précipitations est de 647,5 mm,. Pour l'avenir, les paramètres climatiques de la commune estimés pour 2050 selon différents scénarios d'émission de gaz à effet de serre sont consultables sur un site dédié publié par Météo-France en novembre 2022.

## Urbanisme

### Typologie
Au 1er janvier 2024, Sancourt est catégorisée commune rurale à habitat dispersé, selon la nouvelle grille communale de densité à sept niveaux définie par l'Insee en 2022.
Elle est située hors unité urbaine. Par ailleurs la commune fait partie de l'aire d'attraction de Ham, dont elle est une commune de la couronne,. Cette aire, qui regroupe 13 communes, est catégorisée dans les aires de moins de 50 000 habitants,.

### Occupation des sols
L'occupation des sols de la commune, telle qu'elle ressort de la base de données européenne d'occupation biophysique des sols Corine Land Cover (CLC), est marquée par l'importance des territoires agricoles (85,5 % en 2018), une proportion identique à celle de 1990 (85,5 %). La répartition détaillée en 2018 est la suivante : 
terres arables (81,1 %), forêts (9,5 %), zones urbanisées (5 %), prairies (4,4 %). L'évolution de l'occupation des sols de la commune et de ses infrastructures peut être observée sur les différentes représentations cartographiques du territoire : la carte de Cassini (XVIIIe siècle), la carte d'état-major (1820-1866) et les cartes ou photos aériennes de l'IGN pour la période actuelle (1950 à aujourd'hui).

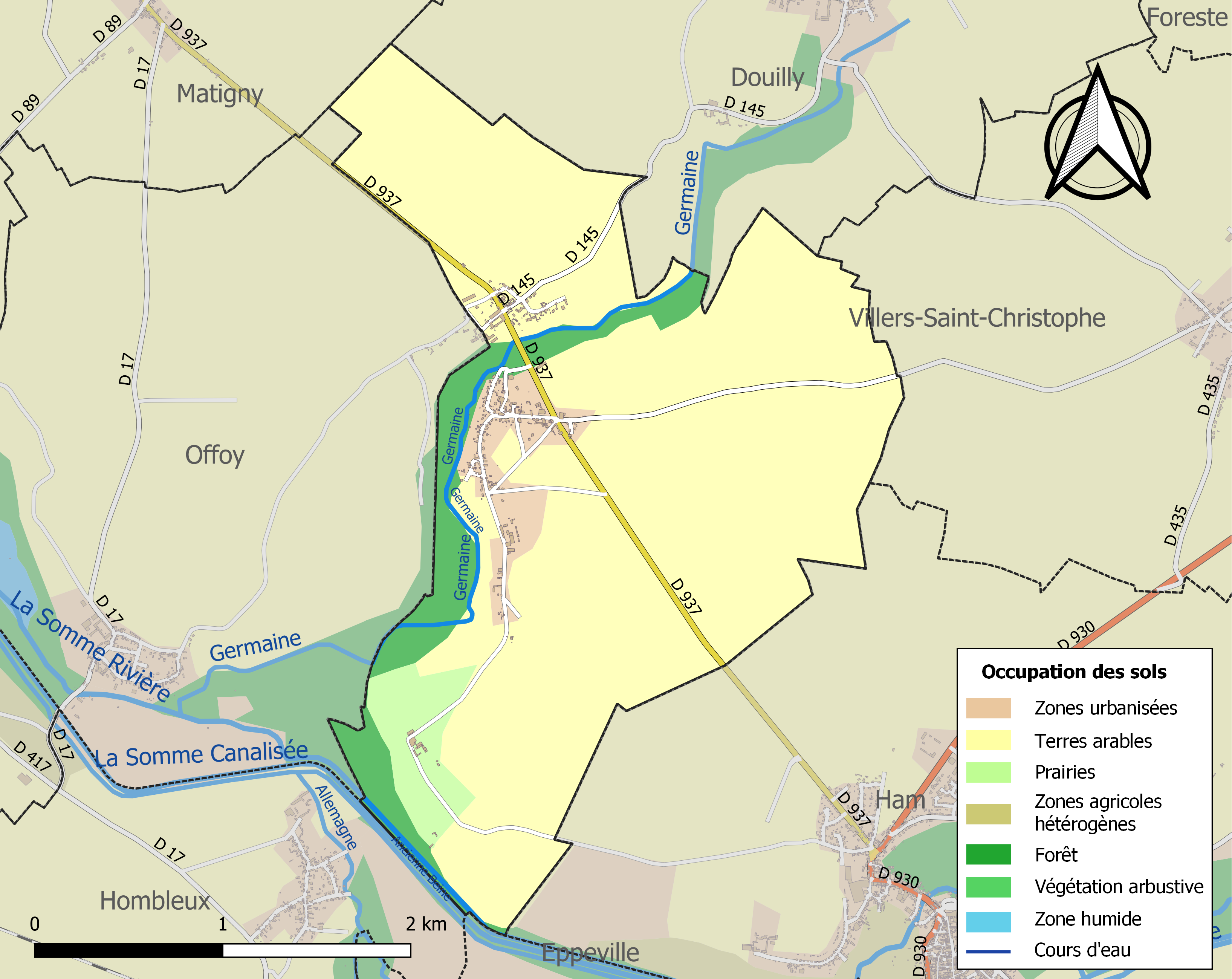
Carte des infrastructures et de l'occupation des sols de la commune en 2018 (CLC).

### Voies de communication et transports
La localité est desservie par les autocars du réseau inter-urbain Trans'80, Hauts-de-France (ligne no 50, Péronne - Matigny - Ham).

## Toponymie
Le nom de la localité est attesté sous les formes Suoncourt (1048) ; Villa Suencurtii (1107) ; Suencourt (1135) ; Sancourt (1125) ; Soencourt (1145) ; Souncort (11..) ; Suencort (1116) ; Suencurt (1153) ; Soencort (1145) ; Seoncourt (1214) ; Suennecourt (1219) ; Seaucourt (1290) ; Saucourt (xve siècle) ; Sencourt (1573) ; Cencourt (1638) ; Saulcourt (1801).

## Histoire
Première Guerre mondiale
La commune est située dans la zone  des combats de la Première Guerre mondiale, elle est occupée par l'armée allemande et subit d'importantes dégradations.
Le château sert à une époque de quartier général du général Von Hutier, avant sa destruction par l'armée allemande,
,
,

À la fin du conflit, le village est considéré comme détruit. Il a été décoré de la Croix de guerre 1914-1918, le 27 octobre 1920.
Seconde Guerre mondiale
Lors de la bataille de France, le 19 mai 1940, deux soldats du 140e RIA sont tués lors d'une patrouille.

## Politique et administration

### Rattachements administratifs et électoraux
La commune se trouve dans l'arrondissement de Péronne du département de la Somme. Pour l'élection des députés, elle fait partie depuis 1958 de la cinquième circonscription de la Somme.
La commune fait partie depuis 1793 du canton de Ham. Dans le cadre du redécoupage cantonal de 2014 en France, ce canton, dont la commune fait toujours partie, est modifié, passant passe de 19 à 67 communes.

### Intercommunalité
La commune faisait partie depuis 2002 de la communauté de communes du Pays Hamois, qui succédait au district de Ham, créé en 1960.
La loi portant nouvelle organisation territoriale de la République (Loi NOTRe) du 7 août 2015, prévoyant que les établissements publics de coopération intercommunale (EPCI) à fiscalité propre doivent avoir un minimum de 15 000 habitants, le schéma départemental de coopération intercommunale (SDCI) arrêté par le préfet de la Somme le 30 mars 2016 prévoit notamment la fusion des communautés de communes du Pays Hamois et celle du Pays Neslois, afin de constituer une intercommunalité de 42 communes groupant 20 822 habitants, et précise qu'il « s'agit d'un bassin de vie cohérent dans lequel existent déjà des migrations pendulaires entre Ham et Nesle. Ainsi Ham offre des équipements culturels, scolaires et sportifs (médiathèque et auditorium de musique de grande capacité, lycée professionnel, complexe nautique), tandis que Nesle est la commune d'accueil de grandes entreprises de l'agroalimentaire ainsi que de leurs sous-traitants ».
La fusion intervient le 1er janvier 2017 et la nouvelle structure, dont la commune fait désormais partie, prend le nom de communauté de communes de l'Est de la Somme,.

### Liste des maires
| Période                                  | Période      | Identité          | Étiquette | Qualité |
| ---------------------------------------- | ------------ | ----------------- | --------- | --- |
| Les données manquantes sont à compléter. |              |                   |           | |
| 1830                                     | 1880         | M. Delacourt      |           | |
| 1880                                     | 1892         | M. Delafalize     |           | |
| 1892                                     | 1913         | J. Delorme        |           | |
| 1913                                     | 1924         | Ch. Delorme       |           | |
| 1924                                     | 1925         | M. Gauchy         |           | |
| 1925                                     | 1937         | Elisée Delorme    |           | |
| 1937                                     | 1944         | Henri Rose        |           | |
| 1945                                     | 1947         | M. Wynands        |           | |
| 1947                                     | 1953         | Yves Delorme      |           | |
| 1953                                     | 1971         | M. Gambart        |           | |
| 1971                                     | 1995         | Marius Désormeaux |           | |
| 1995                                     | 2001         | Pierre Dossin     |           | |
| mars 2001                                | avril 2014   | Bernard Demonchy, |           | Salarié DDE Vice-président de la CC du Pays Hamois (2008 → 2014) Vice-président du syndicat d'assainissement (2008 → 2014) |
| avril 2014                               | juillet 2020 | Christian Vilbert |           | Tourneur en mécanique générale retraité                                                                                    |
| juillet 2020                             | En cours     | Michel Martin     |           | |

## Population et société

### Démographie
L'évolution du nombre d'habitants est connue à travers les recensements de la population effectués dans la commune depuis 1793. Pour les communes de moins de 10 000 habitants, une enquête de recensement portant sur toute la population est réalisée tous les cinq ans, les populations de référence des années intermédiaires étant quant à elles estimées par interpolation ou extrapolation. Pour la commune, le premier recensement exhaustif entrant dans le cadre du nouveau dispositif a été réalisé en 2007.

En 2022, la commune comptait 268 habitants, en évolution de +1,52 % par rapport à 2016 (Somme : −1,26 %, France hors Mayotte : +2,11 %).
| 1793 | 1800 | 1806 | 1821 | 1831 | 1836 | 1841 | 1846 | 1851 |
| ---- | ---- | ---- | ---- | ---- | ---- | ---- | ---- | ---- |
| 353  | 402  | 456  | 402  | 418  | 452  | 439  | 437  | 457  |

| 1856 | 1861 | 1866 | 1872 | 1876 | 1881 | 1886 | 1891 | 1896 |
| ---- | ---- | ---- | ---- | ---- | ---- | ---- | ---- | ---- |
| 459  | 475  | 492  | 468  | 442  | 423  | 395  | 374  | 389  |

| 1901 | 1906 | 1911 | 1921 | 1926 | 1931 | 1936 | 1946 | 1954 |
| ---- | ---- | ---- | ---- | ---- | ---- | ---- | ---- | ---- |
| 402  | 370  | 353  | 196  | 255  | 241  | 261  | 272  | 356  |

| 1962 | 1968 | 1975 | 1982 | 1990 | 1999 | 2006 | 2007 | 2012 |
| ---- | ---- | ---- | ---- | ---- | ---- | ---- | ---- | ---- |
| 331  | 294  | 273  | 310  | 317  | 279  | 279  | 279  | 261  |

| 2017 | 2022 | - | - | - | - | - | - | - |
| ---- | ---- | - | - | - | - | - | - | - |
| 267  | 268  | - | - | - | - | - | - | - |

### Enseignement
Le syndicat intercommunal scolaire des 9 clochers (SISCO) regroupe en 2018 les élèves de Croix-Moligneaux, Douilly, Matigny, Offoy, Quivières, Sancourt, Ugny-l'Équipée, Voyennes et Y.

## Économie
En 2022, la commune héberge un des deux éleveurs de canards de la Somme qui en produit toute l'année. Un élevage de plusieurs milliers de poules est également associé.
Un distributeur automatique de pains frais a été installé par une boulangerie de Ham en mai 2017. Il vend, à son installation, entre 60 et 70 baguettes par jour.

## Culture locale et patrimoine

### Lieux et monuments
- Église Saint-Médard[45] du XVIe siècle, restaurée après les dégradations de la Première Guerre mondiale et bénie à nouveau après ces travaux en 1926.
- Le monument aux morts, en forme de colonne quadrangulaire surmontée d'un coq[46].

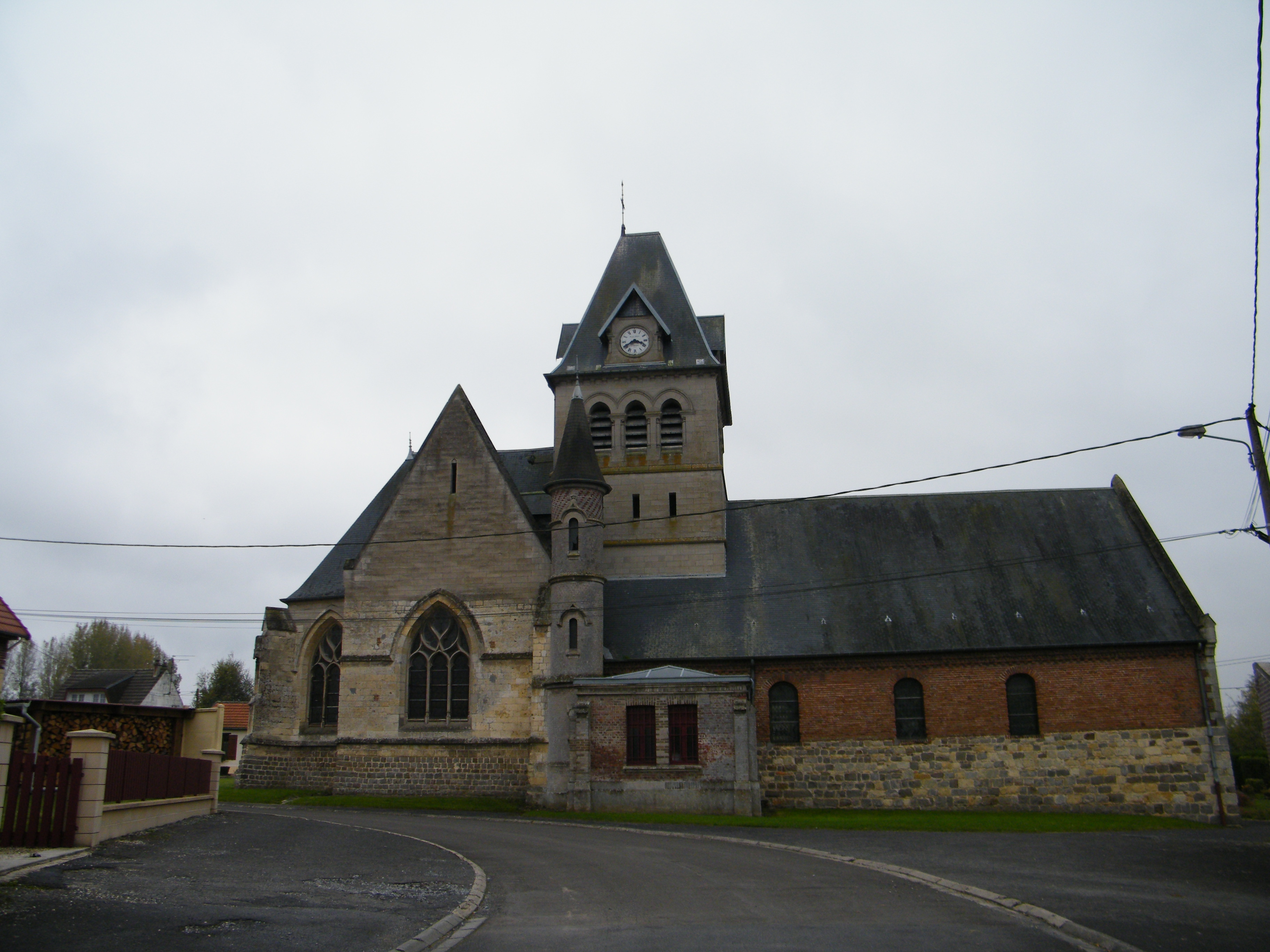
L'église Saint-Médard.
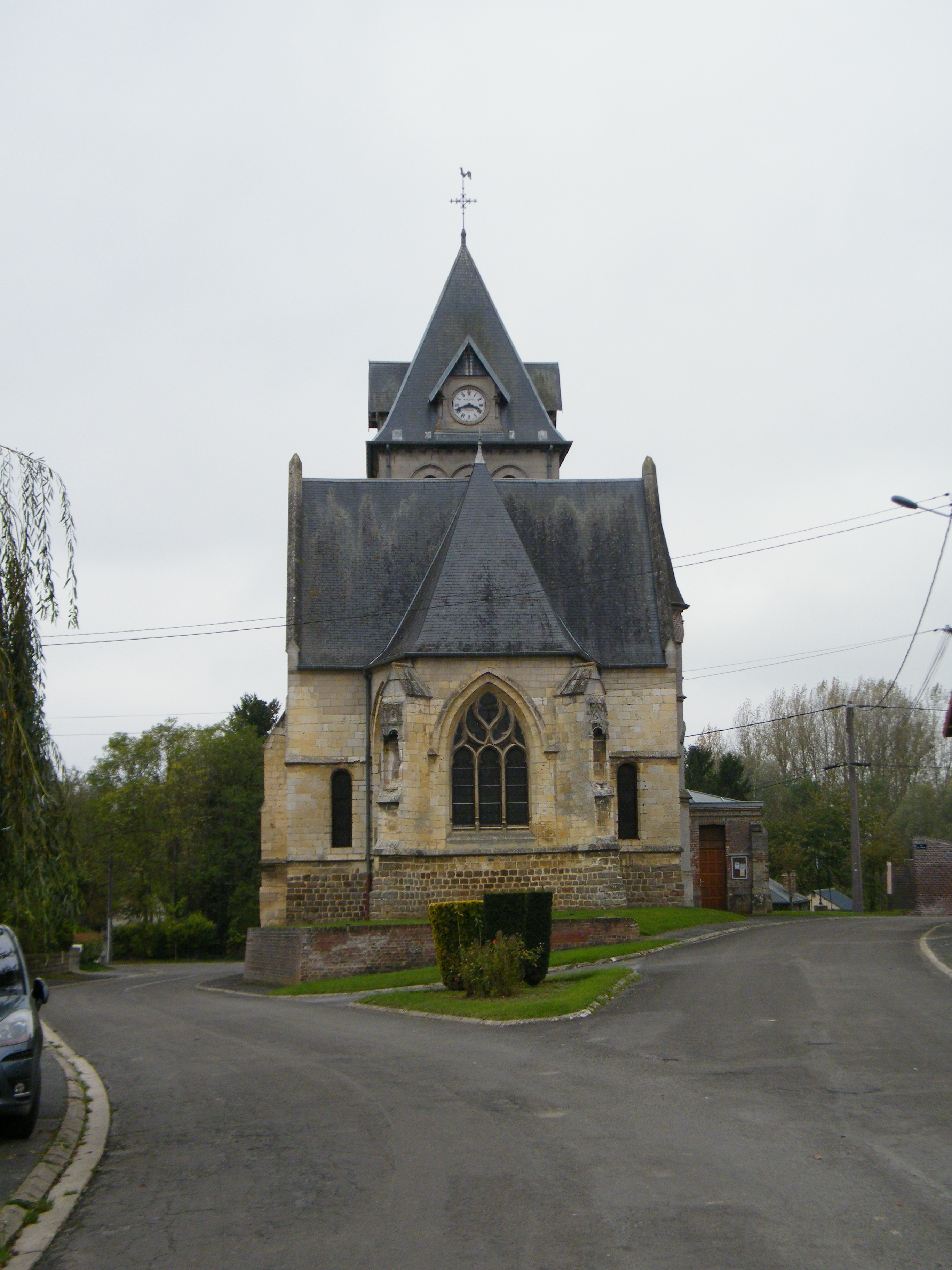
Chevet de l'église
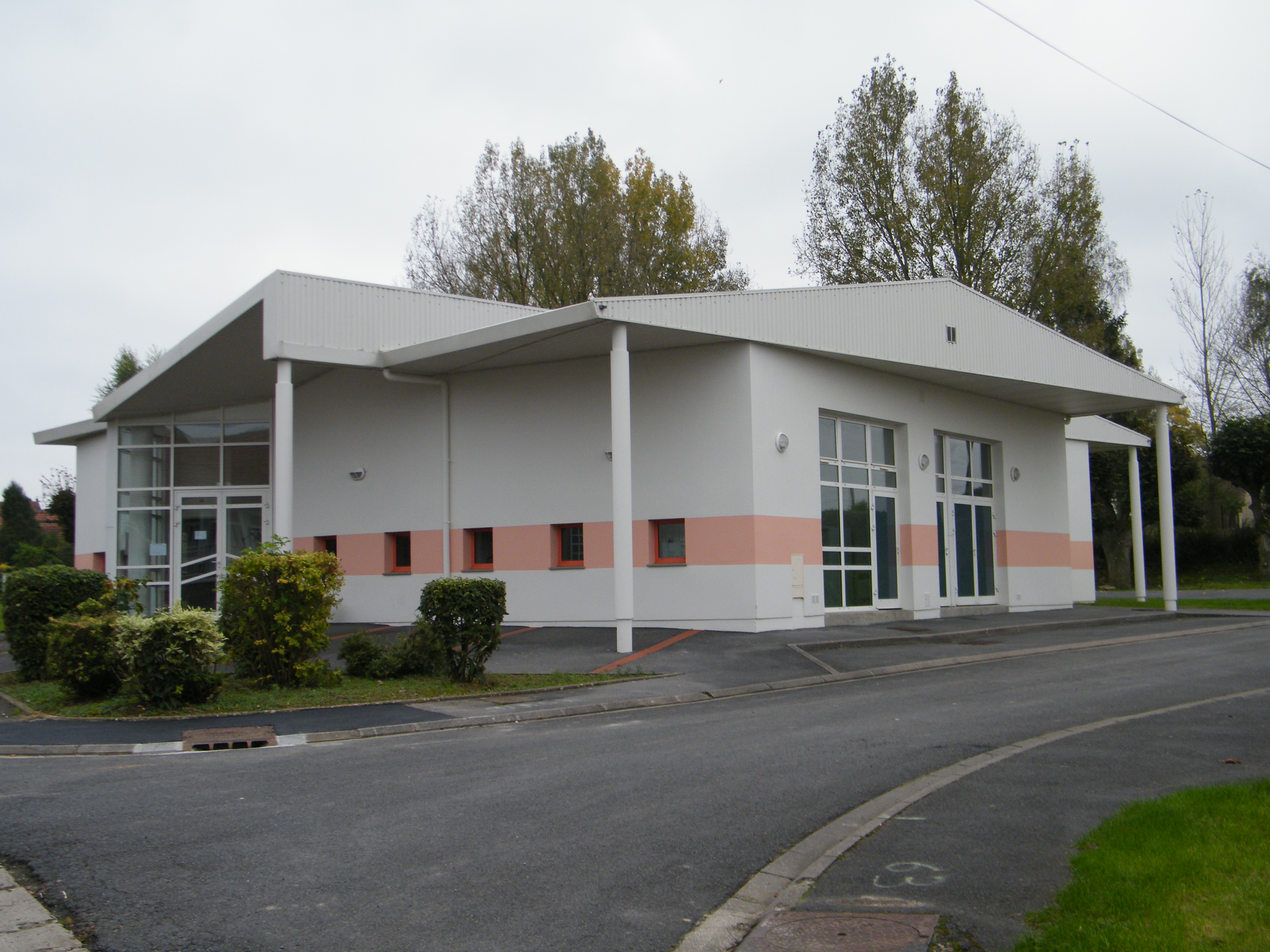
Salle communale.
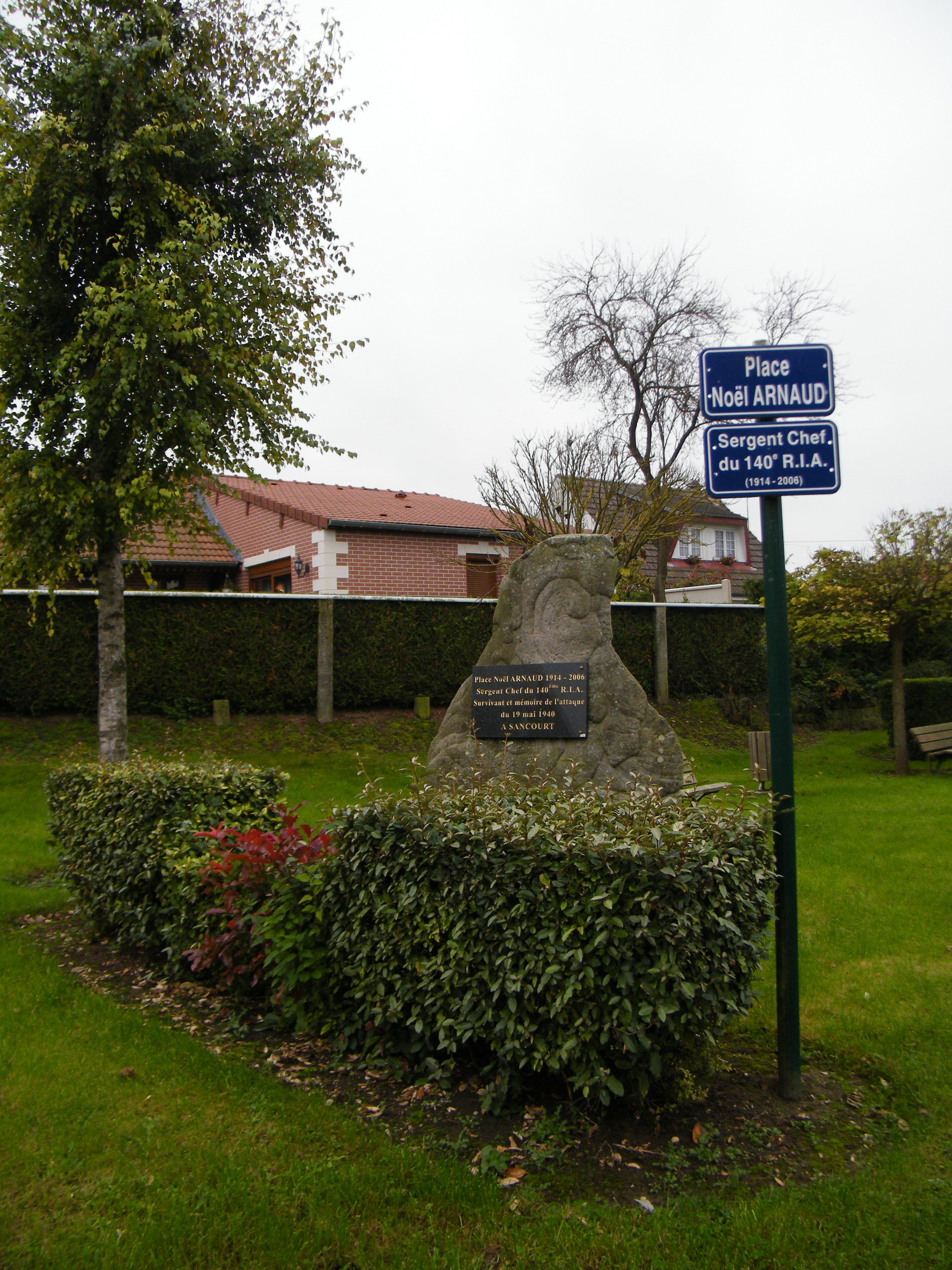
Monument commémoratif du combat du 19 mai 1940

### Personnalités liées à la commune
Le sergent Germain et l'alpin Bonnavaud, du 140e RIA, tués au combat le 19 mai 1940.
La place du village a été renommée place Noël-Arnaud (1914-2006), sergent-chef du 140e R.I.A., survivant et mémoire de l'attaque du 19 mai 1940, par délibération du conseil municipal du 4 juin 1991. Un monument commémoratif y a été érigé.

### Héraldique
| Blason de Sancourt | Blason  | D'argent fretté de gueules.                      |
| Blason de Sancourt | Détails | Le statut officiel du blason reste à déterminer. |